# Scopello (Castellammare del Golfo)
Scopello ist ein Küstenort in Italien am Tyrrhenischen Meer und zählt zu den Fraktionen der Stadt Castellammare del Golfo im Freien Gemeindekonsortium Trapani der Region Sizilien.

## Lage und Daten
Scopello hat eine Bevölkerung von rund 80 Menschen und liegt etwa 10 km nordwestlich von Castellammare del Golfo. In der Nähe liegen das Naturreservat Zingaro und die faraglioni di Scopello (Klippe von Scopello) mit der benachbarten Tonnara von Scopello. Wahrscheinlich verdankt Scopello seinen Namen den Klippen (Latein: scopulus, Griechisch: scopelos).
Nicht weit von Scopello entfernt ist Guidaloca, eine Bucht, die von der Pizzo della Gnacara und der Puntazza eingegrenzt ist. Im Inneren der Bucht befindet sich ein bogenförmiger, etwa 400 m langer Kiesstrand. Auf der Westseite der Bucht befindet sich ein Turm aus dem 16. Jahrhundert, der zur Bewachung dieses Küstenabschnittes errichtet wurde.

## Geschichte
Die erste Siedlung auf der Landzunge, auf der sich Scopello befindet, stammt aus der hellenistischen Zeit und bestand auch während der römischen und der arabischen Vorherrschaft. Während der normannischen Zeit existierte hier eine königliche Domäne. 1237 gewährte Kaiser Friedrich II. von Brescia aus das Gebiet von Scopello dem Lombarden Otto von Camerana, mit dem auch die lombardischen Reiter nach Sizilien kamen. Da Scupellum jedoch als ungeeignet zur Ansiedlung der Lombarden befunden wurde, zogen Otto von Camerana und seine Reiter 1237 nach Corleone.
Das aktuelle Dorf stammt aus dem 17. Jahrhundert und ist in zwei Teile unterteilt: Ein Baglio, der aus der normannischen Periode hervorgeht, jedoch aus dem 18. Jahrhundert stammt und ein Platz, auf dem die Kirche Santa Maria delle Grazie mit dem dazugehörigen Pfarramt von 1961 steht.
Ferdinand II. bestimmte die Waldfläche in der Nähe von Scopello als Jagdrevier, das er zweimal (1830 und 1859) besuchte. Etwas später wurde das Jagen in Scopello zum Staatsunternehmen.

## Die Tonnara
Die Tonnara von Scopello ist eine der bedeutendsten und ältesten Thunfischfabriken auf Sizilien. Die ersten dazugehörigen Gebäude stammen aus dem 13. Jahrhundert, zu einer Tonnara wurde es jedoch erst unter Giovanni Sanclemente und seiner Familie. Die Anlage wurde dann an die Jesuiten weitergegeben und gehörte schlussendlich der Familie Florio.

## Fotogalerie

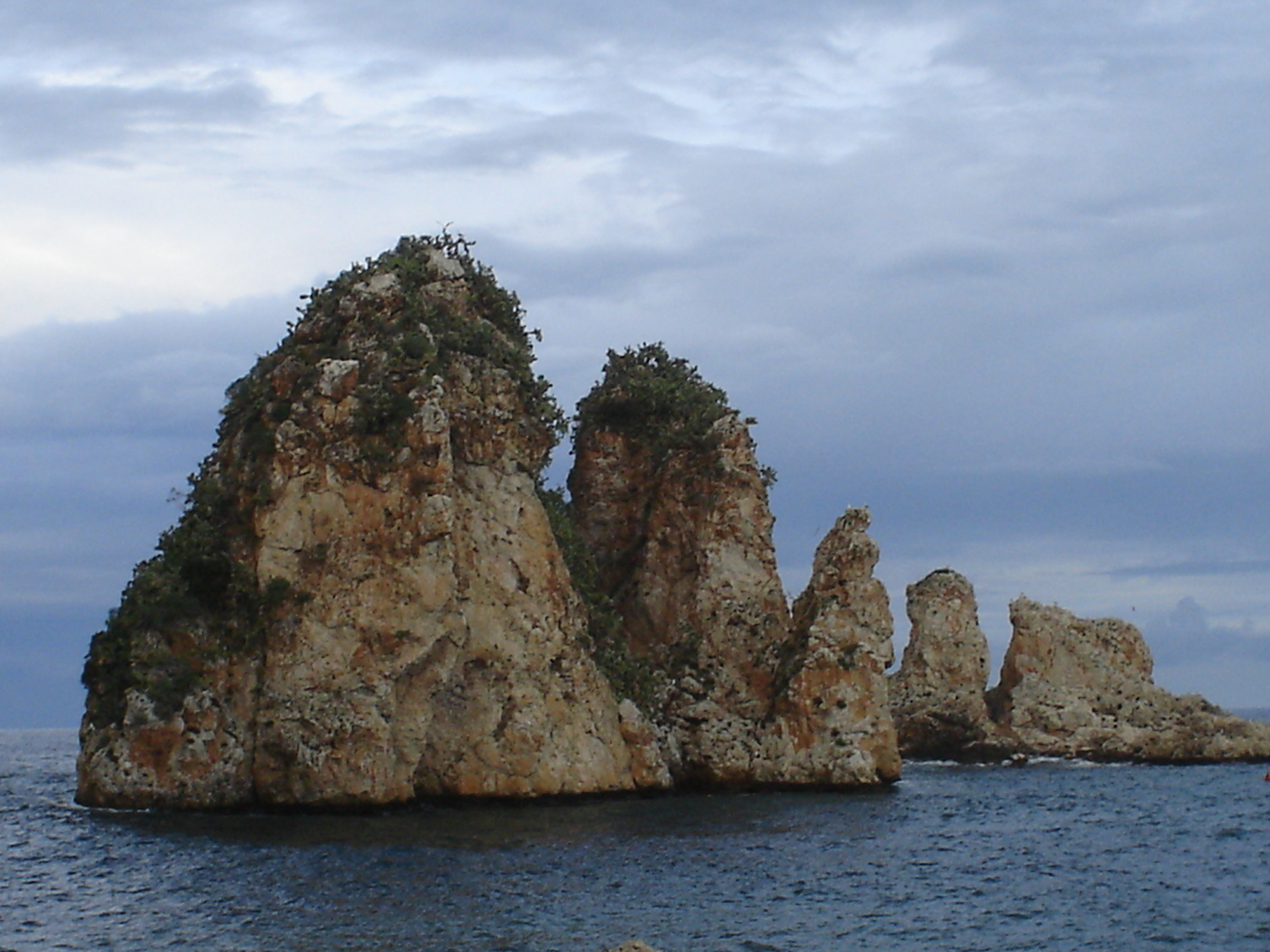
Die Klippen
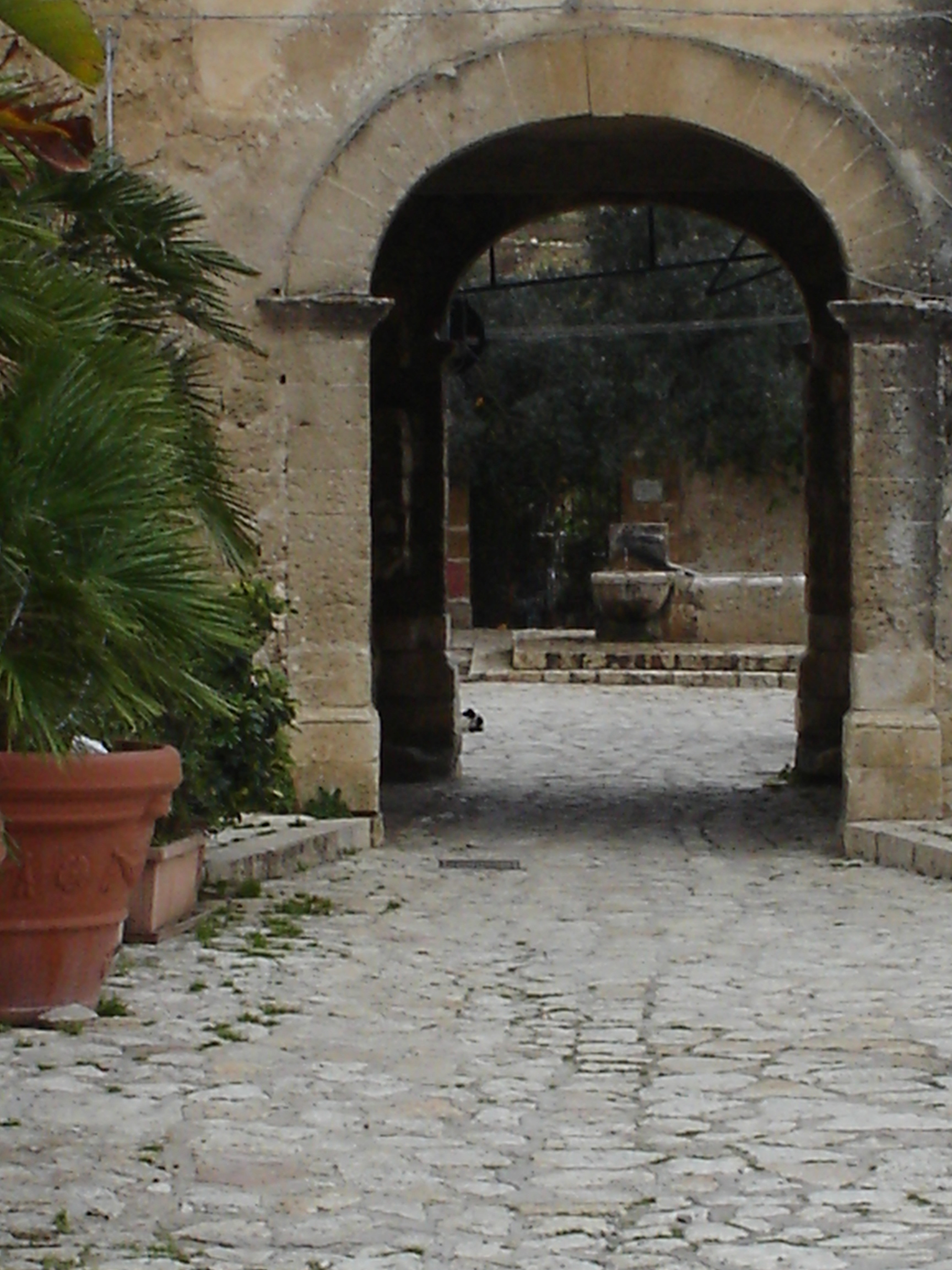
Ein Torbogen in Scopello
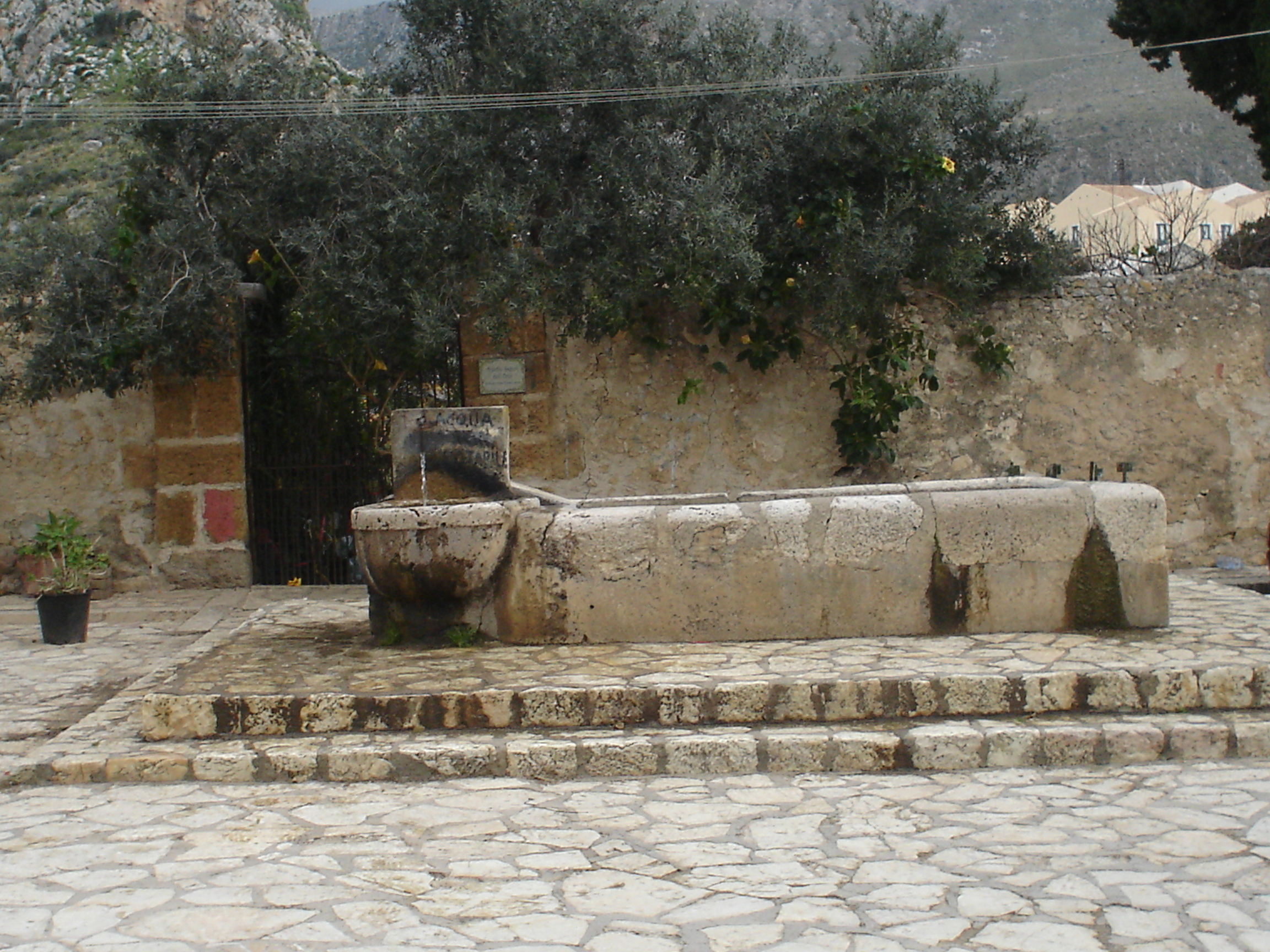
Eine Tränke